# Grasafjall
Grasafjall är ett berg i republiken Island. Det ligger i regionen Norðurland eystra, 300 km nordost om huvudstaden Reykjavík. Toppen på Grasafjall är 662 meter över havet, eller 52 meter över den omgivande terrängen. Bredden vid basen är 1,3 km.
Trakten runt Grasafjall är nära nog obefolkad, med mindre än två invånare per kvadratkilometer. Det finns inga samhällen i närheten. Trakten runt Grasafjall är ofruktbar med lite eller ingen växtlighet.